# Japán-árok

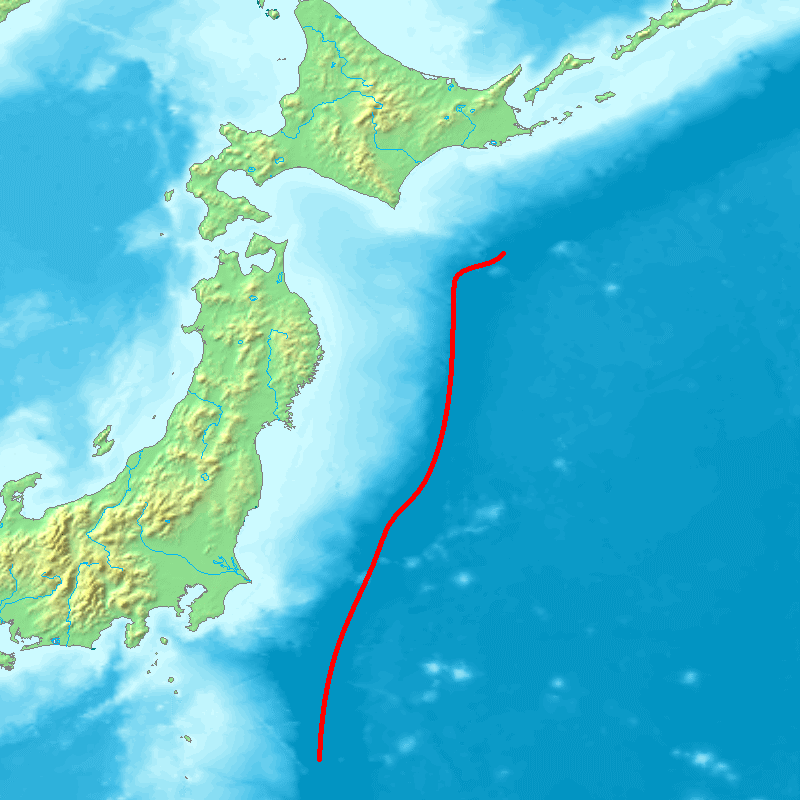
A Japán-árok Honsú szigettől keletre

A Japán árok a Csendes-óceáni tűzgyűrű része, a Kurili-kamcsatkai árok folytatása. Délen az Izu-Bonin-ároknál végződik. Hossza meghaladja a 800 km-t, legnagyobb mért mélysége 10680 m. A Japán-árok vonalán a Csendes-óceáni lemez 9,2 cm/év sebességgel bukik az Ohotszki lemez alá (szubdukció). Ez a földrengések második központjává teszi. 2011. március 11-én kipattant egy 9-es magnitúdójú földrengés Japán északkeleti partjánál. Nem sokkal korábban március 9-én 100 km-re az ároktól egy 7,5-ös magnitúdójú rengés tört ki. 